# Arkaisk smil
Et arkaisk smil er et udtryk for et tidligt og lidt primitivt kunsthåndværk. Antikkens græske billedhuggere begyndte i årene 600 – 480 f. kr. at efterligne den egyptiske billedhuggerkunst. Stilen blev døbt den arkaiske stil, hvilket kan oversættes til "den gammeldags" eller "den fortidige" stil. 
Ansigtet blev bragt til live ofte med et smil eller indskraveringen af store øjne. 